# Parafia św. Alberta Chmielowskiego w Puławach
Parafia Świętego Alberta Chmielowskiego w Puławach – parafia rzymskokatolicka w Puławach, należąca do archidiecezji lubelskiej i Dekanatu Puławy. Została erygowana 12 września 1990. 

## Zasięg parafii
Do parafii należą wierni z Puław, mieszkający przy ulicach: 1000-lecia Państwa Polskiego, Arciucha, Bema, Chmielowskiego, Dąbrowskiego, Dąbrowskiej, Gen. Hauke - Bosaka, Grzegorzewskiej, Kaniowczyków, Kniaźnina, Kochanowskiego, Konopnickiej, Kościuszki, Kraszewskiego, Krótkiej, Kruka, Kwiatkowskiego, Lubelskiej, Mickiewicza, Mościckiego, Nałkowskiej, Norwida, Okrzei, Orzeszkowej, Partyzantów, Południowej, Poprzecznej, Północnej, Reja, Reymonta, Sienkiewicza, Sieroszewskiego, Składowej, Słowackiego, Sowińskiego, Środkowej, Tuwima, Żeromskiego i Żyrzyńskiej. Kościół parafialny mieści się przy ulicy Słowackiego 32.